# Raimondo Piras
Raimondo Piras, conosciuto anche col nome sardo Remundu Piras (Villanova Monteleone, 29 ottobre 1905 – 1978), è stato un poeta italiano.

## Biografia
Poeta estemporaneo in lingua sarda logudorese, per più di 40 anni Raimondo Piras fu protagonista di memorabili gare con gli avversari del momento, fra cui Barore Sassu, Antonio Cubeddu, Salvatore Tucconi (Barore Tuccone), Juanninu Fadda, Antonio Piredda, Gavino Piredda, Andrea Ninniri, Peppe Sotgiu ed altri in molte piazze di vari paesi delle Sardegna.
Si ricorda una gara che ebbe luogo l'11 giugno del 1947, in occasione della festa di san Leonardo a Villanova Monteleone, con la partecipazione di Remundu Piras, Barore Tuccone e Andrea Ninniri quando, al termine della gara il poeta si rivolge al Santo, invocandolo per alcuni compaesani dispersi in guerra.
Qui di seguito una parte di quella "moda":
pro sos dispersos de custa dimora.

Sun otto o noe chi mancana ancora,

chi no si nd'at ischidu fin'a oe:

sas mamas s'isperantzia ana peldìdu

e preghende a torrare oju non tàncana

sun otto o noe chi ancora màncana

chi non si nd'at ischidu fin'a oe

sunu ancora chi màncana otto o noe

chi fin'a oe non si nd'at ischidu.

Sas mamas s'isperantzia ana peldìdu

no tancana oju a torrare preghende.

cando partidos sunu, adìu nende

totu a s'altare tou sun bennìdos

adìu nende cando sun partidos,

sun tot'ennidos a su tou altare:

ca tando isperain de torrare

t'ana leadu a protetore issoro.

Cando mai si tue asa unu coro,

su piantu 'e sas mamas lassas gai?

Si de sos presoneris ses su santu,

si non a tie, a chie pregan tando?»
Questi versi della "moda" sono stati poi musicati ed eseguiti dal Coro de Iddanoa Monteleone.
Raimondo Piras era anche un poeta "a tavolino"; questa produzione è stata pubblicata a cura del giornalista Paolo Pillonca.
In occasione della morte di Remundu Piras, il collega ed amico Juanninu Fadda scrisse alcuni versi (viene qui riportata solo la prima strofa):
as cumitidu dannos.
 
Piena 'e furbidades e maligna

as postu in sepoltura

a setantatres annos
 
su famadu poeta de Sardigna.

Pianghimus dolentes

amigos e parentes

pro ammentu 'e cuss'anima benigna.»

## Opere
- P. Pillonca, (a cura di) R. Piras, Sas Modas, Edizioni della Torre, Cagliari, 1984
- Remundu Piras, Misteriu.(I-II-III) Tutti i sonetti. Edizioni della Torre, Cagliari.
- Remundu Piras. il poeta della gente. Domus de Janas, 2003.
- Remundu Piras + CD (con gara poetica). Domus de Janas, 2003.
- Remundu Piras. Abbas de terra, (versos ineditos). Domus de Janas, 2006.
- Remundu Piras. Sedas Lizeras, (versos ineditos). Domus de Janas, 2006.
- Remundu Piras. Opera Omnia + DVD, (con 10 gare poetiche). Domus de Janas, 2009.